# Хидистави (Чохатаурский муниципалитет)
Хидистави (груз. ხიდისთავი, от ხიდი — хиди — мост, изопсефия — 6250) — село (груз. сопэли) в Грузии. Находится в Чохатаурском муниципалитете края Гурия, на высоте 230 метров над уровня моря. Село располагается в долине реки Губазеули (левый приток реки Супса), через которую переброшен мост. К востоку располагается хребет Санисло. Транзитная улица через село — улица Ломтатидзе.
Население села по переписи 2014 года составляет 303 человек, из них все грузины.

## Известные уроженцы
- Кетеван Виссарионовна Ломтатидзе (1911—2007) — филолог-кавказовед, академик АН Грузинской ССР.
- Ана Каландадзе (1924—2008) — грузинская советская поэтесса.

## Достопримечательности
В селе Хидистави провёл своё детство писатель Нодар Думбадзе и описал его (не называя) в книге «Я, бабушка, Илико и Илларион». В селе расположен мемориальный дом-музей писателя.